# Manuel Llombart Fuertes
Manuel Llombart Fuertes (n. Valencia, Comunidad Valenciana, España, 26 de noviembre de 1969) es un economista, doctor en Ciencias Económicas y Empresariales por la Universidad de Valencia y profesor universitario español. Desde 2017 Manuel Llombart es director general de la Fundación Instituto Valenciano de Oncología (IVO).

## Biografía
Nacido en la ciudad de Valencia el día 26 de noviembre de 1969.
Es licenciado en Ciencias empresariales por la Universidad de Valencia, tiempo más tarde regresó a la misma facultad donde hizo un Doctorado en Ciencias económicas y Empresariales y finalmente tras el paso de unos pocos años comenzó a impartir clases dentro del Departamento de Contabilidad y Economía Financiera.
Manuel Llombart es un actual miembro de la Asociación Valenciana de Empresarios (AVE) y desde el año 1997 es Presidente de la Fundación de Investigación Clínica del Instituto Valenciano de oncología (IVO).
Comenzó en el mundo de la política como independiente tras ser nombrado el 7 de diciembre de 2012 por el presidente autonómico Alberto Fabra como Consejero de Sanidad de la Generalidad Valenciana, en sucesión del anterior Luis Rosado Bretón que fue destituido del cargo tras la nueva remodelación del gobierno.
En apenas dos meses más tarde, en febrero de 2013 dejó de ser independiente y se afilió al Partido Popular de la Comunidad Valenciana (PPCV).
En las Elecciones a las Cortes Valencianas de 2015 se presentó en las listas populares por la Circunscripción electoral de Valencia, logrando ser elegido diputado autonómico. Finalmente en apenas un mes, el día 31 de julio renunció a su escaño y se reincorporó al sector privado.
También tras la entrada del nuevo gobierno valenciano conformado por el PSPV y Coalició Compromís fue sucedido en la Consejería de Sanidad por Carmen Montón.